# Europas Grand Prix 1997
Europas Grand Prix 1997 var det sista av 17 lopp ingående i formel 1-VM 1997. Loppet kördes i Jerez de la Frontera i Spanien.

## Resultat
1. Mika Häkkinen, McLaren-Mercedes, 10 poäng
2. David Coulthard, McLaren-Mercedes, 6
3. Jacques Villeneuve, Williams-Renault, 4
4. Gerhard Berger, Benetton-Renault, 3
5. Eddie Irvine, Ferrari, 2
6. Heinz-Harald Frentzen, Williams-Renault, 1
7. Olivier Panis, Prost-Mugen Honda
8. Johnny Herbert, Sauber-Petronas
9. Jan Magnussen, Stewart-Ford
10. Shinji Nakano, Prost-Mugen Honda
11. Giancarlo Fisichella, Jordan-Peugeot
12. Mika Salo, Tyrrell-Ford
13. Jean Alesi, Benetton-Renault
14. Norberto Fontana, Sauber-Petronas
15. Tarso Marques, Minardi-Hart
16. Jos Verstappen, Tyrrell-Ford
17. Ukyo Katayama, Minardi-Hart

### Förare som bröt loppet
- Michael Schumacher, Ferrari (varv 47, kollision)
- Damon Hill, Arrows-Yamaha (47, växellåda)
- Ralf Schumacher, Jordan-Peugeot (44, vattenläcka)
- Rubens Barrichello, Stewart-Ford (30, växellåda)
- Pedro Diniz, Arrows-Yamaha (11, snurrade av)